# Jan Van der Roost
 (juin 2019).
Jan Van der Roost, né à Duffel le 1er mars 1956, est un compositeur belge de musique classique.

## Biographie
Van der Roost a fait ses études à l'Institut Lemmens à Louvain (1974-1979) et a poursuivi ses études au Conservatoire royal de Gand et au Conservatoire royal flamand à Anvers. Depuis 1984, Van der Roost est professeur de contrepoint et de fugue à l'Institut Lemmens. Il est également professeur invité à l'Institut de musique Shobi de Tokyo et à l'Université des arts de Nagoya .
Il a composé plus de 90 œuvres; la plupart sont pour les groupes d'instruments à vent, comme le brass band, la fanfare et l'orchestre d'harmonie; mais certains sont aussi pour l'orchestre ou la chorale. Il a également participé à la composition de divers morceaux dans le style de la musique de danse de la fin du XVIIe siècle au début du XVIIIe siècle. Il est aussi souvent cité par Tom Collier et Tom Slabaugh dans leurs conférences comme un excellent exemple de transformation de la musique.

## Compositions
- 1834 (orchestre d'harmonie)
- A Highland Rhapsody (orchestre d'harmonie)
- Une rhapsodie des Highlands (Fanfare)
- Un an a quatre vies (chœur d'enfants)
- Adagio for Brass (Fanfare)
- Adagio for Winds (orchestre d'harmonie)
- Adagio for Winds (Fanfare)
- Albion (Fanfare)
- Algona Overture (orchestre d'harmonie)
- Amazonia (orchestre d'harmonie)
- Apollon
- 'Arsenal
- Brasiliana
- Chorale de Canterbury
- Crescent Moon' (orchestre d'harmonie)
- Domus
- Donar
- Danses de Dublin
- Dynamica
- Flashing Winds (Orchestre d'harmonie)
- Glorioso
- Jupiter
- Photos de Manhattan
- Mercury
- Metalla
- Montana March
- Nobilitas
- Orion
- Osakan Jubilee
- Puszta: Quatre danses gitanes
- Rikudim
- Signature
- Singapura suite
- Sonatina Piccola (piccolo et piano) - commandée par et dédiée à Peter Verhoyen
- Tirol Terra Fortis
- Volcano

## Enregistrement
- Sinfonia Hungarica (2001) ; From Ancient Times (2009) – Philharmonic Winds Osakan, dir. Jean Van der Roost (septembre 2011/septembre 2012, coll. « Wind band classics » Naxos)